# Леслі Еральдес
Леслі Еральдес (ісп. Leslie Heráldez, нар. 30 березня 1993) — панамський футболіст, півзахисник клубу «Арабе Унідо» та національної збірної Панами.

## Клубна кар'єра
У дорослому футболі дебютував 2012 року виступами за команду клубу «Арабе Унідо», кольори якої захищає й донині.

## Виступи за збірну
2017 року, не маючи в своєму активі жодного матчу за збірну, Еральдес був включений в заявку на Золотий кубок КОНКАКАФ 2017 року, на якому 15 липня дебютував в офіційних матчах у складі національної збірної Панами в матчі групового етапу проти збірної Мартиніки (3:0). Згодом у чвертьфіналі проти збірної Коста-Рики зіграв свій другий матч, але його збірна програла і вилетіла з турніру.
Наразі провів у формі головної команди країни 2 матчі.

## Досягнення
- Чемпіон Панами: 2015 Клаусура, 2015 Апертура, 2016 Апертура